# Solioccasus polychromus
Solioccasus polychromus — вид грибів, що належить до монотипового роду  Solioccasus.